# Купер, Роберт (дипломат)
Роберт Фрэнсис Купер (англ. Robert Cooper; р. 28.08.1947, Брентвуд, Эссекс) — британский и европейский дипломат.
Лауреат Оруэлловской премии.
Учился в оксфордском Worcester-колледже, в 1969—70 годах стажировался в Пенсильванском университете.
На дипломатической службе с 1970 года.
В 1989—1993 годах глава департамента внешнеполитического планирования Форин-офис.
Стажировался в банке Англии.
В 2002 году специальный представитель Великобритании в Афганистане.
С 2002 года работает в Евросоюзе.
С 2010 года советник Европейской службы внешнеполитической деятельности.
Сожительствует с Мицуко Утида.